# Marc Elliott

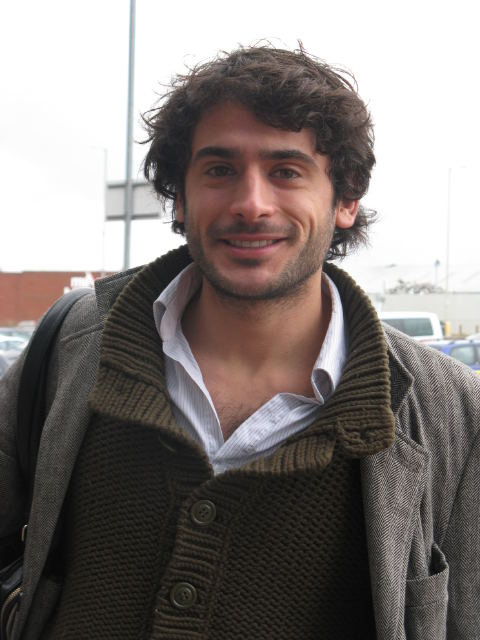
Marc Elliott (2010)

Marc Elliott (* 19. Oktober 1979 in Stratford-upon-Avon, Warwickshire England) ist ein britischer Schauspieler.

## Leben
Marc Elliott wurde im Oktober 1979, zusammen mit seiner Zwillingsschwester Sophie, in Stratford-upon-Avon in der englischen Grafschaft Warwickshire geboren. Während seiner Mutter Anglo-Indian ist, kommt sein Vater aus Schottland. Er besuchte die Warwick School in Warwick und absolvierte nach seiner Schulzeit eine Schauspielausbildung. Seine erste Rolle hatte er 2004 in Mile High als Journalist. Seitdem spielte er in verschiedenen Fernsehserien wie Lewis – Der Oxford Krimi, The Bill und Holby City jeweils kleiner Gastrollen. 2009 wurde er, insbesondere in England, durch seine Rolle des islamischen homosexuellen Syed Masood in der BBC-Seifenoper EastEnders bekannt.

## Filmografie (Auswahl)
- 2004: Mile High (Fernsehserie, Episode 2x08)
- 2006: Lewis – Der Oxford Krimi (Lewis) (Fernsehserie, Episode 1x01)
- 2008: The Bill (Fernsehserie, Episode 24x01)
- 2008: The Invisibles (Fernsehserie, Episode 1x04)
- 2008: M.I. High (Fernsehserie, Episode 2x03)
- 2009–2019: Holby City (Fernsehserie, 34 Episoden)
- 2009–2012: EastEnders (Fernsehserie, 289 Episoden)
- 2014: Inspector Barnaby (Midsomer Murders, Fernsehserie, 1 Episode)
- 2022: Call the Midwife – Ruf des Lebens (Call the Midwife, Fernsehserie, 2 Episoden)